# Юбертіна Оклер
Юбертіна Оклер (10 квітня 1848 , Сен-Прієст-ан-Мюра  — 8 квітня 1914 , XI округ Парижа ) — провідна французька феміністка та громадянська активістка за жіноче виборче право.

## Ранні роки
Народилася 1848 року в департаменті Альє у регіоні Овернь у сім'ї середнього класу. Батько помер, коли їй було 13 років, і мати відправила дівчинку жити та навчатися до Римо-католицького монастиря. В юності Юбертіна планувала стати черницею, але покинула монастир у 16 років. Віддалившись від матері, вона деякий час жила з дядьком, але за кілька років була змушена повернутися до монастиря. 1869 року Юбертіна остаточно вирішила покинути монастир і переїхала до Парижа. 
У той час повалення імператора Наполеона III і створення третьої французької республіки відчинилися двері для активності жінок. Вони вступили у боротьбу за внесення змін до Кодексу Наполеона, щоб домогтися прав жінок на здобуття освіти, економічної незалежності та легалізації розлучення.

## Політичний активізим та фемінізм
Оклер була натхненна високопрофесійною діяльністю активістки Марії Дерем та Леона Рішера. Наслідуючи їх, вона працювала на розвиток фемінізму, і незабаром отримала посаду секретарки Рішера. Під впливом життя в католицькому монастирі, і, як багато провідних республіканських феміністок на той час, вона була антиклерикальною активісткою. На той час основна увага французького фемруху була спрямована на те, щоб змінити закони. Оклер наполягала на тому, щоб жінкам було надано право балотуватися на державні посади, стверджуючи, що несправедливі закони ніколи не були б прийняті, якби думки жінок-законодавиць були почуті. У 1876 році вона заснувала Товариство захисту прав жінок (фр. Société le droit des femmes) для підтримки виборчих прав для жінок, а в 1883 році організація офіційно змінила свою назву на Жіноче виборче товариство (Société le suffrage des femmes).
У 1878 році в Парижі відбувся Міжнародний конгрес з прав жінок, але він не підтримав ідеї надання жінкам виборчих прав. У 1880 році Оклер рішуче розпочала Податковий бунт, стверджуючи, якщо жінки не можуть балотуватися, то і не повинні оподаткувуватись. Одним із її юридичних радників став адвокат Антонін Леврієр, з яким вона пізніше одружилася. 13 лютого 1881 року вона заснувала La Citoyenne, щомісячну газету, яка пропагувала суфражизм. Газета отримала широку підтримку від еліти феміністського руху, наприклад Кароліни Ремі, а світська левиця та українська художниця Марія Башкирцева написала кілька статей для газети. У своїх роботах у 1890-х роках Оклер також запровадила до англійської мови термін «фемінізм», вперше вжитий Шарлем Фур'є.
На Соціалістичному робітничому Конгресі в Марселі в 1879 році Оклер пристрасно виступала за права жінок. Її аргументація була даниною часу: стверджувалося, що вони потребують економічної незалежності через своє «природне» материнство . Оклер входила до складу спеціального комітету з розгляду питання про рівність жінок, і їй було надано годину для виступу на Конгресі з цього питання. Після виступу їй було запропоновано очолити комітет із підготовки заяви про права жінок. У ньому було сказано, що жінки мусять мати ті ж соціальні, правові, політичні та трудові права, що і чоловіки, і Конгрес схвалив цю заяву.
У 1884 році французький уряд остаточно узаконив розлучення. Але Оклер засудила цей крок через явний сексизм закону, який все ще не дозволяв їм зберігати власні накопичення. Оклер висунула радикальну на той час ідею про те, щоб між подружжям укладався шлюбний договір із поділом майна.

## Алжир та фемінізм

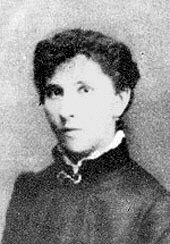
Юбертіна Оклер

У 1888 році Оклер із чоловіком переїхали до Алжиру, де залишалися протягом чотирьох років. Перебуваючи там, Оклер активно вивчала та записувала власні спостереження за повсякденним життям арабських жінок. Оклер проводила паралель між сексизмом у Франції та расизмом проти колонізованого населення Алжиру. «Французькі алжирці … роблять все можливе, щоб тримати арабів у стані невігластва, настільки сприятливому для експлуатації та панування»  . Після смерті чоловіка вона повернулася до Парижа.
Її діяльність на захист прав алжирських жінок була паралельна до «сімейного» або «материнського» фемінізму, за який вона виступала у Франції. Забобони набули форми змови французів з арабськими чоловіками з метою унеможливлення освіти арабських жінок та збереження ісламських традицій дитячих шлюбів, полігамії та торгівлі нареченими, які обмежують права та руйнують життя арабок.
Оклер підкорилася моральному обов'язку заради підвищення статусу арабських жінок, який дав би їм можливість відчути власну гідність, як у француженок. В Алжирі та після повернення до Франції Оклер здійснила низку юридичних процедур, спрямованих на визнання прав арабських жінок, серед яких клопотання про покращення їх освіти та скасування полігамії. У той час як її думки про ісламську культуру вкоренилися в імперському мисленні, вона ясно дала зрозуміти, що французький колоніалізм негативно впливає на суспільство, в якому вона перебувала. Юбертіна Оклер стверджувала, що утиск із боку ісламських законів посилився змовою між французами в Алжирі та арабськими чоловіками. Вони, в її очах, були частково відсталими через прояви расизму з боку французьких поселенців. Через пригнічення чоловіків у колонізованих жінок вона спостерігала ще більші страждання. Вона доводила, що через патріархат арабів та французів алжирські жінки були менш розвинені у соціальному, моральному та культурному аспектах.
Юбертіна Оклер писала про наслідки, яких зазнали арабські жінки через іслам, в алжирській пресі Le Radical Algérien і в La Citoyenne. Однак її роботу в Алжирі використали ще одним виправданням французького колоніалізму, оскільки вона висвітлила ймовірне погіршення становища арабських жінок за алжирського правління. Більше не в змозі підтримувати La Citoyenne фінансово, Оклер закрила газету, але продовжила свою діяльність. 1900 року вона стала свідком створення «Національної ради французьких жінок» як єдиної організації для феміністських груп у Франції, які незабаром почали підтримувати виборче право.

### Критика
Джулія Кленсі-Сміт, авторка книги Іслам, ґендер та ідентичності у створенні французького Алжиру, пише, що, хоча Оклер критикує негативний вплив французького колоніалізму, вона схожа на сучасних британських феміністок, використовуючи дискурс «універсального сестринства», який був оксюморонно імперським та ієрархічним для захисту колонізованого населення. Тоді як Оклер звинувачувала французьких чоловіків у цьому, що вони погіршують «варварство» арабських чоловіків і цим погіршують становище арабських жінок, більшість її риторики на захист арабських жінок зображувала їх жертвами своєї релігії.
Кленсі-Сміт цитує Оклер, яка стверджувала, що арабські чоловіки перетворили жінок на «маленьких жертв мусульманської розпусти» і мають бути «звільнені зі своїх кліток, стін будинків та монастирів», щоб асимілюватися з французькими жінками. Твори Оклер про алжирських жінок були зосереджені, за словами Кленсі-Сміт, «на морально збочених сексуальних звичаях тубільців». Наприклад, у провокаційному розділі роботи Оклер докладно викладається її аргумент у тому, що «арабський шлюб — це зґвалтування дитини» . Кленсі-Сміт зазначає, що всі петиції, які Оклер подавала від імені алжирських жінок, останні зустріли з байдужістю, за словами самої ж Оклер. Немає жодних записів про поінформованість мусульманських жінок чи реакцію на її просвіту. Кленсі-Сміт стверджує, що Оклер повернулася до Парижа в 1892 році без «будь-яких конкретних результатів», крім спроб іронічного переконання французів у тому, що алжирці були занадто дикими і непридатними для отримання політичних прав.

## Пізній активізм
У липні 1907 року одружені жінки у Франції нарешті отримали частковий контроль над своїми власними заощадженнями завдяки лобіюванню Асоціації Авант-кур'єр на чолі з Жанною Шмахль. Якщо жінка купувала на свої заробітки щось, що вона не споживала сама, наприклад, меблі, вони ставали власністю її чоловіка, якщо тільки в шлюбному контракті не було обумовлено інше, що зазвичай відбувалося із заможними парами.
У листопаді 1907 року Генеральна Рада Сени поступилася тиску Оклер і підтримала законопроєкт Поля Дуссаусоя 1906 року, що пропонував узаконити виборче право жінок, обмежившись, проте, лише місцевими виборами.
60-річна Оклер продовжила свій рух за повну рівноправність. У 1908 році вона символічно розбила урну для голосування під час муніципальних виборів у Парижі, а в 1910 році вона та Маргеріт Дюран кинули виклик владі та висунули себе кандидатками на виборах до членів Законодавчих зборів.
Будучи однією з центральних постатей в історії французького фемінізму, Оклер продовжувала діяльність аж до своєї смерті у 1914 році на 66-му році життя. Вона похована на цвинтарі Пер-Лашез у Парижі. Скульптура на її могилі увічнює «виборче право жінок».